# Jan van Beveren
Jan van Beveren (Amszterdam, 1948. március 5. – Beaumont, Texas, 2011. június 26.) válogatott holland labdarúgó, kapus.

## Pályafutása

### Klubcsapatban
1965 és 1970 között a Sparta Rotterdam, 1970 és 1980 között a PSV Eindhoven labdarúgója volt. 1980-tól az Egyesült Államokban élt. 1980 és 1983 között a floridai Fort Lauderdale Strickers kapusa volt, majd 1984 és 1986 között a Dallas Sidekicks teremlabdarúgó-csapatában játszott. A Spartával egy hollandkupa-győzelmet, a PSV-vel három holland bajnoki címet és két kupagyőzelmet ért el. Tagja volt az 1977–78-as idényben UEFA-kupa-győztes együttesnek.

### A válogatottban
1967 és 1977 között 32 alkalommal szerepelt a holland válogatottban. Beveren és Johan Cruijff között állandó konfliktus alakult ki a válogatottban, melynek fő oka szponzori pénzek elosztása és az Ajax és PSV játékosok közötti ellentét volt. Cruijff nyomására semelyik nemzetközi versenyen nem vehetett részt. Így lemaradt az 1974-es és 1978-as világbajnokságról és az 1976-os Európa-bajnokságról is. 1978-ban halálos fenyegetéseket kapott családja, ami végül 1980-ban arra késztette, hogy elhagyja Hollandiát.

## Sikerei, díjai
Sparta Rotterdam
- Holland kupa
  - győztes: 1966

 PSV Eindhoven
- Holland bajnokság
  - bajnok (3): 1974–75, 1975–76, 1977–78
- Holland kupa
  - győztes (2): 1974, 1976
- UEFA-kupa
  - győztes: 1977–78

## Statisztika

### Mérkőzései a holland válogatottban
| Hollandia | Hollandia            | Hollandia                         | Hollandia     | Hollandia | Hollandia     | Hollandia    | Hollandia | Hollandia |
| #         | Dátum                | Helyszín                          | Hazai         | Eredmény  | Vendég        | Kiírás       | Gólok     | Esemény   |
| --------- | -------------------- | --------------------------------- | ------------- | --------- | ------------- | ------------ | --------- | --------- |
| 1.        | 1967. november 29.   | Rotterdam, Feijenoord Stadion     | Hollandia     | 3 – 1     | Szovjetunió   | barátságos   | -         |           |
| 2.        | 1968. április 7.     | Amszterdam, Olimpiai Stadion      | Hollandia     | 1 – 2     | Belgium       | barátságos   | -         |           |
| 3.        | 1968. május 1.       | Varsó, Lengyel Hadsereg Stadionja | Lengyelország | 0 – 0     | Hollandia     | barátságos   | -         |           |
| 4.        | 1968. május 30.      | Amszterdam, Olimpiai Stadion      | Hollandia     | 0 – 0     | Skócia        | barátságos   | -         |           |
| 5.        | 1968. június 5.      | Bukarest, Köztársasági stadion    | Románia       | 0 – 0     | Hollandia     | barátságos   | -         |           |
| 6.        | 1968. szeptember 4.  | Rotterdam, Feijenoord Stadion     | Luxemburg     | 0 – 2     | Hollandia     | vb-selejtező | -         |           |
| 7.        | 1968. október 27.    | Szófia, Levszki-stadion           | Bulgária      | 2 – 0     | Hollandia     | vb-selejtező | -         |           |
| 8.        | 1969. március 26.    | Rotterdam, Feijenoord Stadion     | Hollandia     | 4 – 0     | Luxemburg     | vb-selejtező | -         |           |
| 9.        | 1969. április 16.    | Rotterdam, Feijenoord Stadion     | Hollandia     | 2 – 0     | Csehszlovákia | barátságos   | -         |           |
| 10.       | 1969. május 7.       | Rotterdam, Feijenoord Stadion     | Hollandia     | 1 – 0     | Lengyelország | vb-selejtező | -         |           |
| 11.       | 1969. szeptember 7.  | Chorzów, Stadion Śląski           | Lengyelország | 2 – 1     | Hollandia     | vb-selejtező | -         |           |
| 12.       | 1970. január 14.     | London, Wembley Stadion           | Anglia        | 0 – 0     | Hollandia     | barátságos   | -         |           |
| 13.       | 1970. október 11.    | Rotterdam, Feijenoord Stadion     | Hollandia     | 1 – 1     | Jugoszlávia   | Eb-selejtező | -         |           |
| 14.       | 1970. november 11.   | Drezda, Rudolf Harbig Stadion     | NDK           | 1 – 0     | Hollandia     | Eb-selejtező | -         |           |
| 15.       | 1970. december 2.    | Amszterdam, Olimpiai Stadion      | Hollandia     | 2 – 0     | Románia       | barátságos   | -         |           |
| 16.       | 1971. február 24.    | Rotterdam, Feijenoord Stadion     | Hollandia     | 6 – 0     | Luxemburg     | Eb-selejtező | -         |           |
| 17.       | 1971. április 4.     | Split, Stadion pod Marjanom       | Jugoszlávia   | 2 – 0     | Hollandia     | Eb-selejtező | -         |           |
| 18.       | 1971. október 10.    | Rotterdam, Feijenoord Stadion     | Hollandia     | 3 – 2     | NDK           | Eb-selejtező | -         |           |
| 19.       | 1971. november 17.   | Eindhoven, Philips Sportpark      | Luxemburg     | 0 – 8     | Hollandia     | Eb-selejtező | -         |           |
| 20.       | 1972. február 16.    | Pireusz, Karaiszkákisz Stadion    | Görögország   | 0 – 5     | Hollandia     | barátságos   | -         |           |
| 21.       | 1972. május 3.       | Rotterdam, Feijenoord Stadion     | Hollandia     | 3 – 0     | Peru          | barátságos   | -         |           |
| 22.       | 1972. augusztus 30.  | Prága, Stadion Letná              | Csehszlovákia | 1 – 2     | Hollandia     | barátságos   | -         |           |
| 23.       | 1972. november 1.    | Rotterdam, Feijenoord Stadion     | Hollandia     | 9 – 0     | Norvégia      | vb-selejtező | -         |           |
| 24.       | 1972. november 19.   | Antwerpen, Bosuilstadion          | Belgium       | 0 – 0     | Hollandia     | vb-selejtező | -         |           |
| 25.       | 1973. március 28.    | Bécs, Práter Stadion              | Ausztria      | 1 – 0     | Hollandia     | barátságos   | -         |           |
| 26.       | 1973. május 2.       | Amszterdam, Olimpiai Stadion      | Hollandia     | 3 – 2     | Spanyolország | barátságos   | -         |           |
| 27.       | 1973. augusztus 22.  | Amszterdam, Stadion De Meer       | Hollandia     | 5 – 0     | Izland        | vb-selejtező | -         |           |
| 28.       | 1973. szeptember 12. | Oslo, Ullevaal Stadion            | Norvégia      | 1 – 2     | Hollandia     | vb-selejtező | -         |           |
| 29.       | 1973. október 10.    | Rotterdam, Feijenoord Stadion     | Hollandia     | 1 – 1     | Lengyelország | barátságos   | -         |           |
| 30.       | 1975. szeptember 3.  | Nijmegen, Goffertstadion          | Hollandia     | 4 – 1     | Finnország    | Eb-selejtező | -         |           |
| 31.       | 1975. szeptember 10. | Chorzów, Stadion Śląski           | Lengyelország | 4 – 1     | Hollandia     | Eb-selejtező | -         |           |
| 32.       | 1977. augusztus 31.  | Nijmegen, Goffertstadion          | Hollandia     | 4 – 1     | Izland        | vb-selejtező | -         |           |
|           | Összesen             |                                   |               | 32        | mérkőzés      |              | 0         | gól       |